# Eleonore Reuß-Köstritz

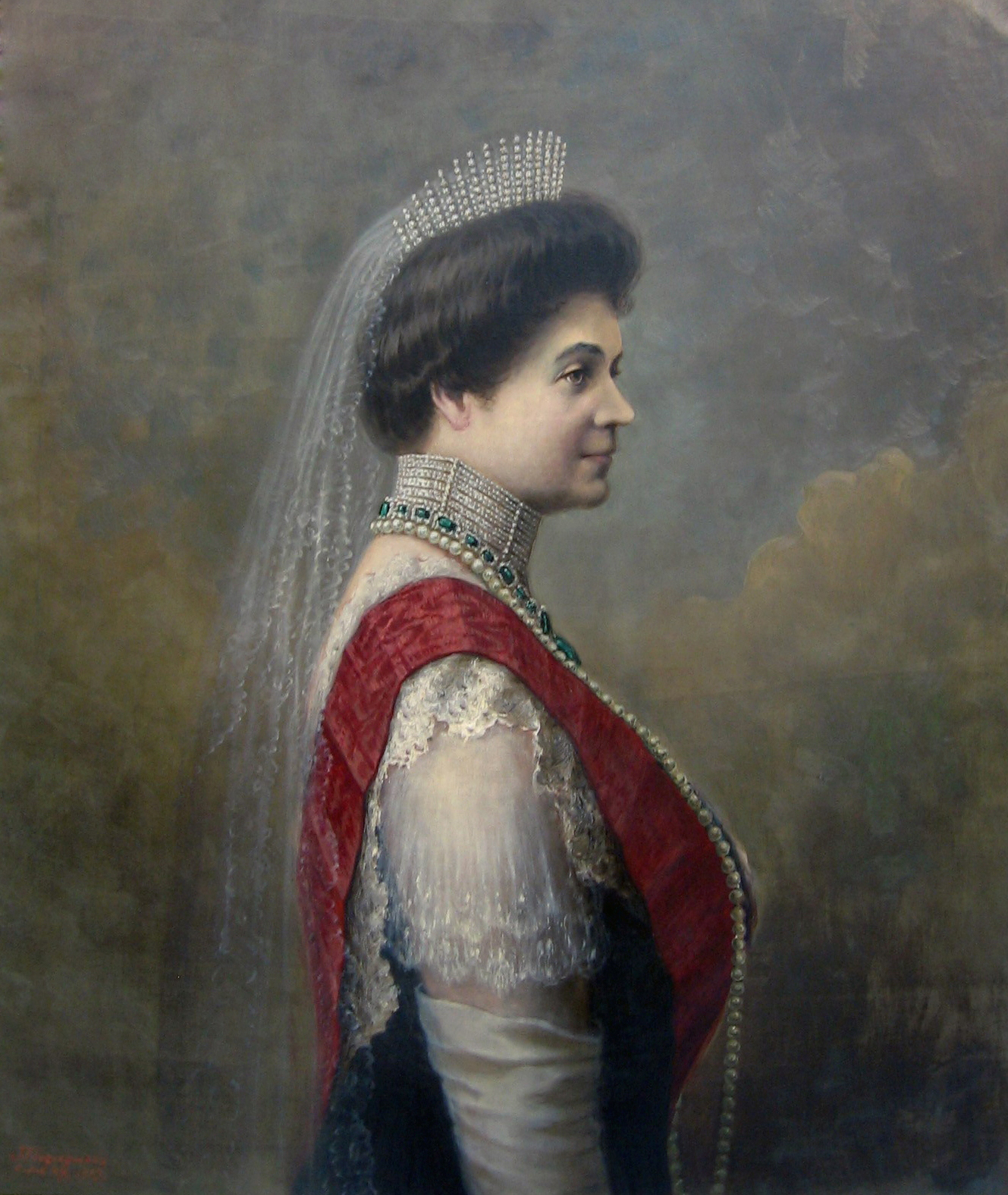
Eleonore Reuß-Köstritz, tsarina van Bulgarije

Eleonore Caroline Gasparine Louise Reuß-Köstritz (Trebschen, 22 augustus 1860 - Euxinograd, 12 september 1917) was een prinses uit het Huis Reuss-Köstritz en later, door haar huwelijk, tsarina van Bulgarije.
Zij was een dochter van Hendrik IV Reuß-Köstritz (1821-1894) en Caroline Louise Reuß-Greiz (1822-1875). Zij trouwde op 28 februari 1908 met tsaar Ferdinand I van Bulgarije, die acht jaar eerder weduwnaar geworden was van Maria Louisa van Bourbon-Parma. Het huwelijk was vanuit de optiek van Ferdinand, naar eigen zeggen, vooral bedoeld om een gouvernante te bezorgen aan zijn nog minderjarige kinderen. Tijdens de Eerste Wereldoorlog zette Eleonore zich als verpleegster in voor het welzijn van gewonde Bulgaarse soldaten. 
Eleonore overleed nog tijdens de oorlog. Op haar verzoek werd haar lichaam bijgezet op het kerkhof van de Kerk van Boyana, nabij Sofia. Tijdens het communistische regime werd het graf geplunderd en verwoest. Pas na de val van het communisme werd haar graf in oude luister hersteld.